# 世にも奇妙な物語 秋の特別編 (2020年)
『世にも奇妙な物語 秋の特別編』（よにもきみょうなものがたり あきのとくべつへん）は、2020年11月14日（土曜）21:00 - 23:10にフジテレビの「土曜プレミアム」で放送された『世にも奇妙な物語』の特別編。

## コインランドリー
あらすじ
派遣切りに遭ってしまい、フリーターという不本意な状況に陥ってしまった橋本学は、作業着を洗濯するためにコインランドリーを訪れている。作業着の洗濯後、衣類乾燥機をかけようとするも、故障しているのか全く作動しない。仕方ないので、隣の乾燥機が終わるのを待っている間にビールが飲みたいと呟いたら、なんと故障した乾燥機の中からビールがそっくりそのまま出てきたのだ。するとそこに如何にも怪しげな男性清掃員が姿を現し、「このコインランドリーに欲しいものを告げると何でも手に入るんだ」と囁く。

キャスト
- 橋本学 - 濱田岳
- 近藤亜美 - 岡崎紗絵
- 可愛い女性 - 志保
- 美女 - 麻衣愛
- 女性1 - 吉田明加
- 女性2 - 奏羽茜
- 女性3 - 緒方ありさ
- 女性4 - 仲村美海
- 女性5 - 吹越ともみ
- 女性6 - 有沢雪
- キャスター - 田淵裕章
- ジュエリーショップの店員 - 大山きか（ノンクレジット）
- 清掃員 - コロッケ

スタッフ
- 原作 - 鈴木祐斗『ロッカールーム』（『少年ジャンプ+ 』（集英社）掲載）
- 脚本 - 遠山絵梨香
- 編成企画 - 渡辺恒也、狩野雄太
- プロデュース - 小林宙、中村亮太
- 演出 - 松木創

## タテモトマサコ
あらすじ
ある日、志倉楓は近藤雅也からプロポーズを受け、幸せな時間を過ごすが、翌日、雅也は遺体として発見される。屋上からの飛び降り自殺らしいが、楓は信じられない。そんな中、先日に「タテモトマサコ」という女性と揉めていた雅也を見たという人物が現れる。また、「タテモトマサコ」と関わっていた沢山の人が不審死を遂げていることが発覚し、楓の周りにも危険が迫っていく。この「タテモトマサコ」は何者なのか。

キャスト
- 館本雅子 - 大竹しのぶ
- 志倉楓 - 成海璃子
- 笠原紗英 - 森高愛
- 飯田部長 - 小松和重
- 近藤雅也 - 佐伯大地
- 坂本奈保 - 浦まゆ
- 総務部員1 - 服部容子
- 総務部員2 - 岸宗太郎
- 総務部員3 - 吉田れいな
- 営業部員1 - 三田尚人
- 経理課長 - 瀬野和紀
- 社員 - せとたけお
- 別の社員 - 宮崎翔太
- 掃除のおばちゃん - 松宮かんな
- 作業員さん - 宮崎重信

スタッフ
- 原案 - 荒木哉仁
- 脚本 - 山岡潤平
- 編成企画 - 渡辺恒也、狩野雄太
- プロデュース - 小林宙、中村亮太
- 演出 - 小林義則

## イマジナリーフレンド
あらすじ
大学で心理学を専攻する大学生の原田早希。早希は大学の講義で一人っ子や長男長女によく見られる、空想によって負の感情を紛らわせて互いの人間の成長を育てていくというイマジナリーフレンドについて学んでいる。実は早希にも幼い頃にユキちゃんというウサギのぬいぐるみの友達がいたことを思い出す。そんなある日、突然ユキちゃんが早希のもとに姿を現したのだが、それはある事件の前兆に過ぎなかったのだ。

キャスト
- 原田早希 - 広瀬すず（2歳時：吉川さくら、5歳時：浅田芭路）
- 原田友里恵 - 堀内敬子
- 二見健吾 - 岐洲匠
- 山岸佳織 - 横田真悠（5歳時：遠藤優月）
- 七瀬和泉 - 夏子
- 城島十和子 - 原扶貴子
- ナンパ男 - 髙野光希
- 原田友希 - のあ
- 警官 - 竹林文雄
- ユキちゃん（声） - 加藤英美里　（人形操演）-人形劇団プーク

スタッフ
- 脚本 - 荒木哉仁
- 編成企画 - 渡辺恒也、狩野雄太
- プロデュース - 小林宙、中村亮太
- 演出 - 植田泰史

## アップデート家族
あらすじ
祖父母と子供の三世代で暮らす黒崎家。一家団欒での食事というのは遥か遠い過去と化し、今では殺伐とした乾いた光景になってしまっている。睦夫は家庭の中で肩身の狭い思いをしており、妻の幸子には給料が上がらないことを指摘され、娘の夏海にも全く相手にされずにいた。このままでは先行きが危ういと感じた睦夫だったが、ある日の新聞広告に「ファミリーアップデーター」という新製品が掲載されているのが目に留まる。帰宅した夏海がそれまでの黒崎家とは違うことに気づいたが、睦夫は「家族の効率化を図るためにアップデートすることにした」と意気揚々と語り始める。

キャスト
- 黒崎睦夫 - 高橋克実
- 黒崎夏海 - 吉川愛
- 黒崎幸子 - 舟木幸
- 祖母 - 小貫加恵
- 祖父 - 酒井正弘
- 兄 - 阿曽尊
- 弟 - 松本晃大
- 家政婦の母 - 薄井しお里
- ナースの母 - 吉高寧々
- チアガールの母 - 葉月あや
- 秘書の母 - 鷲尾めい
- ロシア人の母 - アンナ・ミッツェル
- イケメン外国人の父 - ローリン・W
- コロン - ハナちゃん

スタッフ
- 原作 - チョモランマ服部『アップデート家族』（集英社『ジャンプルーキー!』掲載）
- 脚本 - 向田邦彦
- 編成企画 - 渡辺恒也、狩野雄太
- プロデュース - 小林宙、中村亮太
- 演出 - 北坊信一